# لوون کورکچیان
لوون کورکچیان (به ارمنی Լեւոն Քուրքչեան - به انگلیسی Leon Kurkchian)، (زاده ۱۳۰۳ خورشیدی، در استان خارکف-اوکراین)، ورزشکار ایرانی ارمنی‌تبار در رشته ورزشی وزنه‌برداری بود.

## کارنامه ورزشی
- قهرمان هفتمین دوره مسابقه‌های وزنه‌برداری قهرمانی ایران ۱۳۲۵ - تهران - دسته سنگین‌وزن با مجموع ۲۹۸ کیلوگرم
- قهرمان نهمین دوره مسابقه‌های وزنه‌برداری قهرمانی ایران ۱۳۲۷ - تهران - دسته سنگین‌وزن با مجموع ۳۱۲/۵ کیلوگرم
- بازی‌های آسیایی ۱۹۵۱ - مدال طلا